# Орлов Михайло Федорович
Миха́йло Фе́дорович Орло́в  (*25 березня (5 квітня) 1788 — †19 (31) березня 1842) — декабрист, генерал-майор, учасник франко-російської війни 1812 року. Економіст-теоретик, який не був визнаний сучасниками і майже забутий нащадками.

## Біографічні відомості
Позашлюбний син графа Федора Григоровича Орлова (8 лютого 1741 — 17травня 1796), племінник Олексія Григоровича Орлова та Григорія Григоровича Орлова, фаворитів Катерини II.
Виховувався в Петербурзі в пансіоні абата Ніколя.
До служби записаний юнкером в Колегію іноземних справ — 27 серпня 1801 року, до служби вступив в лейб-гвардії Кавалергардський полк — 15 липня 1805 року, учасник бойових дій 1805–1807 років (Аустерліц, Фрідланд), учасник франко-російської війни 1812 року (Бородіно, Верея, Червоне, Малоярославець, Березіна). Підписав акт про капітуляцію Парижа. Генерал-майор з 2 квітня 1814 р. У 1814 році виконував дипломатичне доручення Олександра I з врегулювання конфлікту між Норвегією та Швецією, начальник штабу 7 піхотного корпусу — 1815рік (в 1815—1817 у Франції), переведений на ту ж посаду в 4 піхотний корпус до Києва (командир М . М. Раєвський) — 1818 рік, начальник 16 піхотної дивізії, що стояла в Кишиневі — 1820 рік, зблизився тут з О. С. Пушкіним, з яким познайомився ще в 1817 році, і з П. І. Пестелем. У зв'язку зі справою декабриста В. Ф. Раєвського відсторонений від командування дивізією — 18 квітня 1823 року.
Масон. У 1817 р. був членом ложі «Арзамас» (прізвисько «Рейн»).
Один із засновників таємної преддекабрістської організації «Орден російських лицарів», був близький з членами Союзу спасіння, член Союзу благоденства (з 1818 року — член Корінної ради, учасник Московського з'їзду 1821 року), керівник Кишинівської управи таємного товариства.
Наказ про арешт — 18 грудня 1825 року, заарештований у Москві 21 грудня, доставлений до Петербурга 28 грудня 1825 року і 29 грудня ув'язнений у Петропавловській фортеці. Завдяки заступництву брата, А. Ф. Орлова, не поніс важкого покарання.15 червня 1826 року височайше наказано, протримавши ще місяць під арештом, відставити від служби і відправити в село, де і жити безвиїзно, а місцевому начальству мати за ним пильний таємний нагляд. Місце постійного проживання: с. Милятин Масальського повіту Калузької губернії. З 1831 року проживав в Москві. Помер у Москві, похований разом з дружиною в Новодівочому монастирі.
Дружина — Раєвська Катерина Миколаївна, дочка героя франко-російської війни 1812 року генерала Раєвського Миколи Миколайовича, сестра дружини декабриста Волконського.
Автор ряду публіцистичних, політекономічних і історичних творів.

## Економічні погляди
У другій половині 1820-х — початку 1840-х років М.Орлов стає одним з найбільших теоретиків російського економічного лібералізму.
Орлов був творцем теорії державного кредиту. Ключові економічні погляди М. Ф. Орлова знайшли закінчене вираження в його фундаментальній праці «Про державний кредит»: це — помірні податки; широке використання позик на принципах державного кредиту; біржі, ринок цінних паперів; великі капітали; приватна власність, під охороною держави; майнова нерівність, економічна активність населення, підприємництво; велика буржуазія; розвиток науки, промисловості, торгівлі, землеробства і мореплавання; недопущення монополій. Засоби досягнень цих цілей: поступовість, еволюція. Орлов визнавав неминучість податків, але розкривав їх негативні сторони:
1) податки не повинні бути надмірно важкими;
2) податки породжують насильство;
3) уряд під час їх збирання доходить до крайньої жорстокості. Критика високих податків дуже характерна для Орлова як теоретика економічного лібералізму, він цілком стоїть на боці підприємництва і капіталізму. Виступив з пропозицією від податків перейти до системи державного кредиту. Орлов запропонував механізм спекулятивного біржового обігу державних боргових цінних паперів, який перетворює державний кредит на доходи державного бюджету. М. Ф. Орлов домагався для Росії свободи господарської діяльності, виступав за помірне просвітництво, за вдосконалення законодавства, за ліберальні реформи.
Книга вийшла у 1833 році без зазначення автора, а цензура зробила багато вилучень. Можна сказати, що це головна економічна робота в його житті. Окрім книги «Про державний кредит» Орловим була написана ще одна велика робота на економічні теми «Думки про сучасний стан кредитних установлень в Росії».
У 1855 році у Німеччині вийшла книга приват-доцента Гейдельберзького університету К. Дітцеля «Система державних позик, що розглядається у зв'язку з народним господарством». У 1907 році історик економічної думки Георг Шанц довів, що праця Дітцеля є перекладанням ідей Орлова.
А Дітцель, між тим, вважається батьком сучасної теорії кредиту. Вся справа в тому, що в 1840 році на німецькій мові вийшла праця Орлова з підзаголовком «Твір російського державного діяча» із усіма шматками, викинутими цензурою. Відомо, що Дітцель користувався книгою Орлова.
Орлов є прихильником теорії Мальтуса.

## Нагороди
За відміну при взятті Вереї нагороджений орденом святого Георгія 4 ступеня — 16 листопада 1812 року.
За участь у закордонних походах російської армії нагороджений орденом святої Анни 2 ступеня.